# عرادة العربة

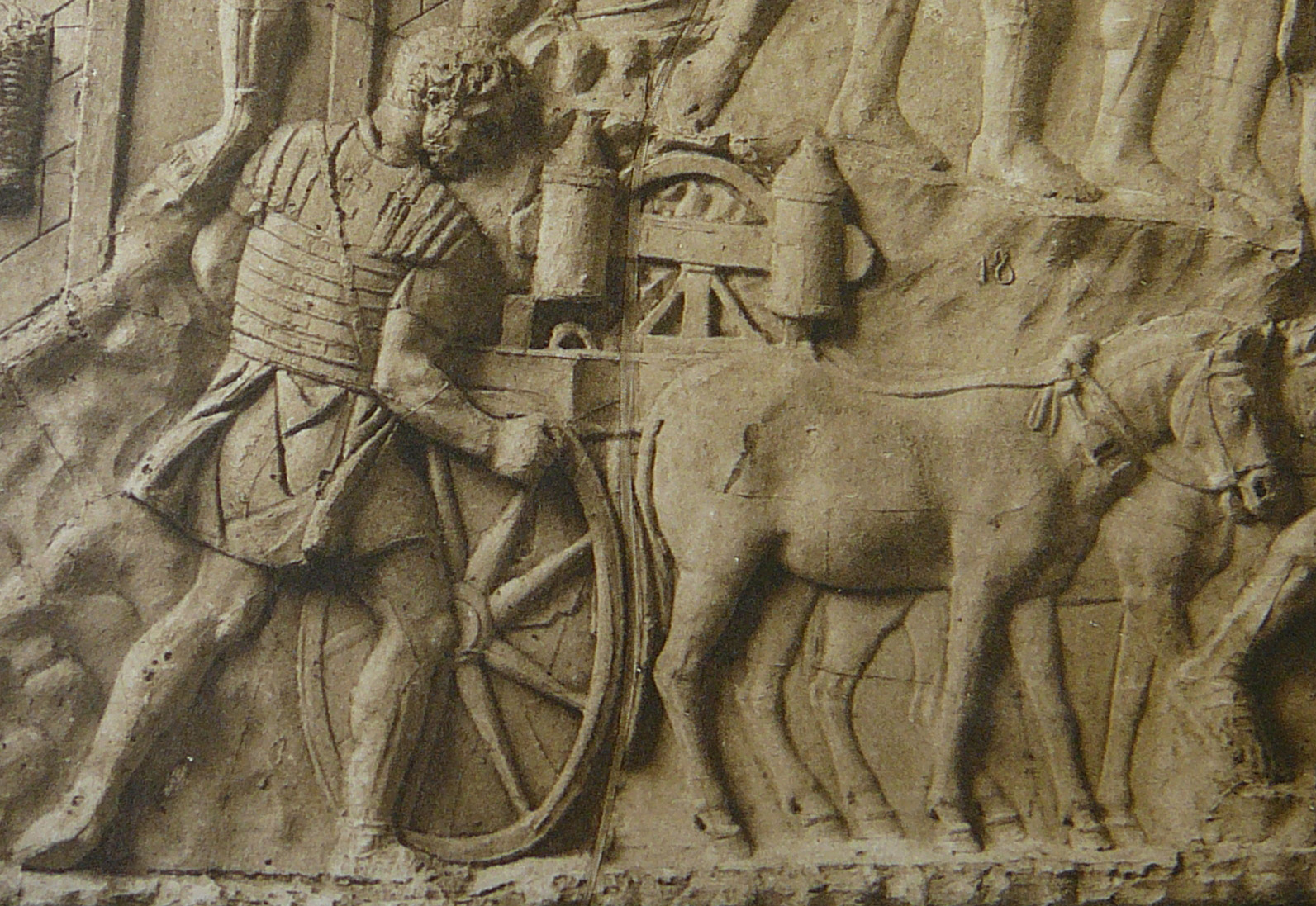
عرادة العربة رومانية تعود إلى زمن تراجان

عرادة العربة (بالإنجليزية: Carroballista)‏ كانت عرادةً قديمةً مثبتةً على عربة، وهو نوع من المدفعية الميدانية المتنقلة. وفقًا للمؤلف الروماني فيجتيوس (Epitoma rei militaris II.25 (يترجم إلى "الملخص في الشؤون العسكرية"))، كان لكل فيلق 55 عرادة عربة (واحد لكل سنتوريا) والتي كانت قادفة سهام من نوع عرادة يدوية. يخبرنا فيجتيوس أن كل عرادة يدوية كانت تحملها البغال وتُشَغَّل بواسطة كونتوبرنيوم [الإنجليزية] واحد (أي ثمانية جنود بقيادة ديكانوس [الإنجليزية] واحد). التمثيل الباقي لعرادة العربة مأخوذ من النقوش البارزة لعمود تراجان وعمود ماركوس أوريليوس.